# 滑り止め

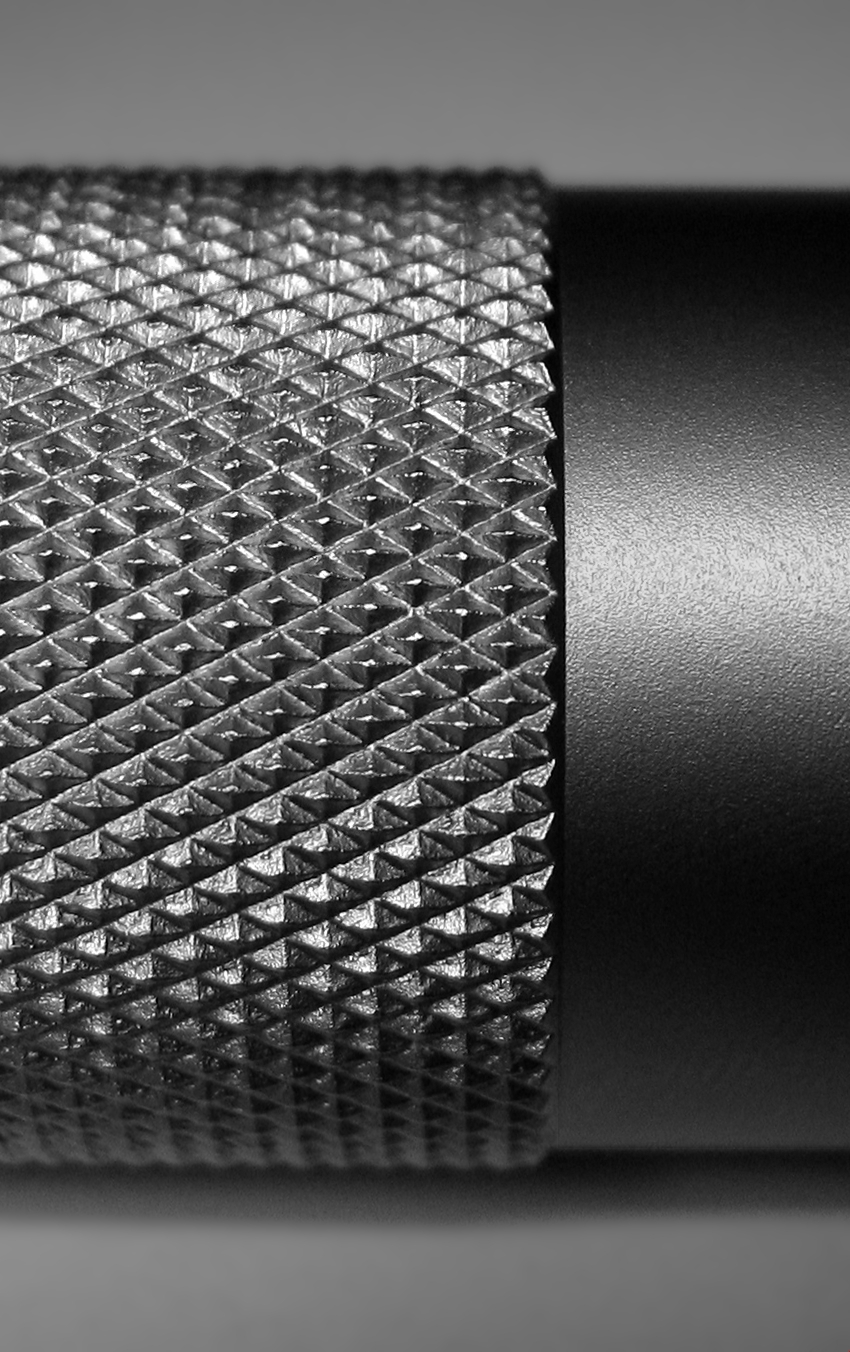
綾目ローレット加工による滑り止め

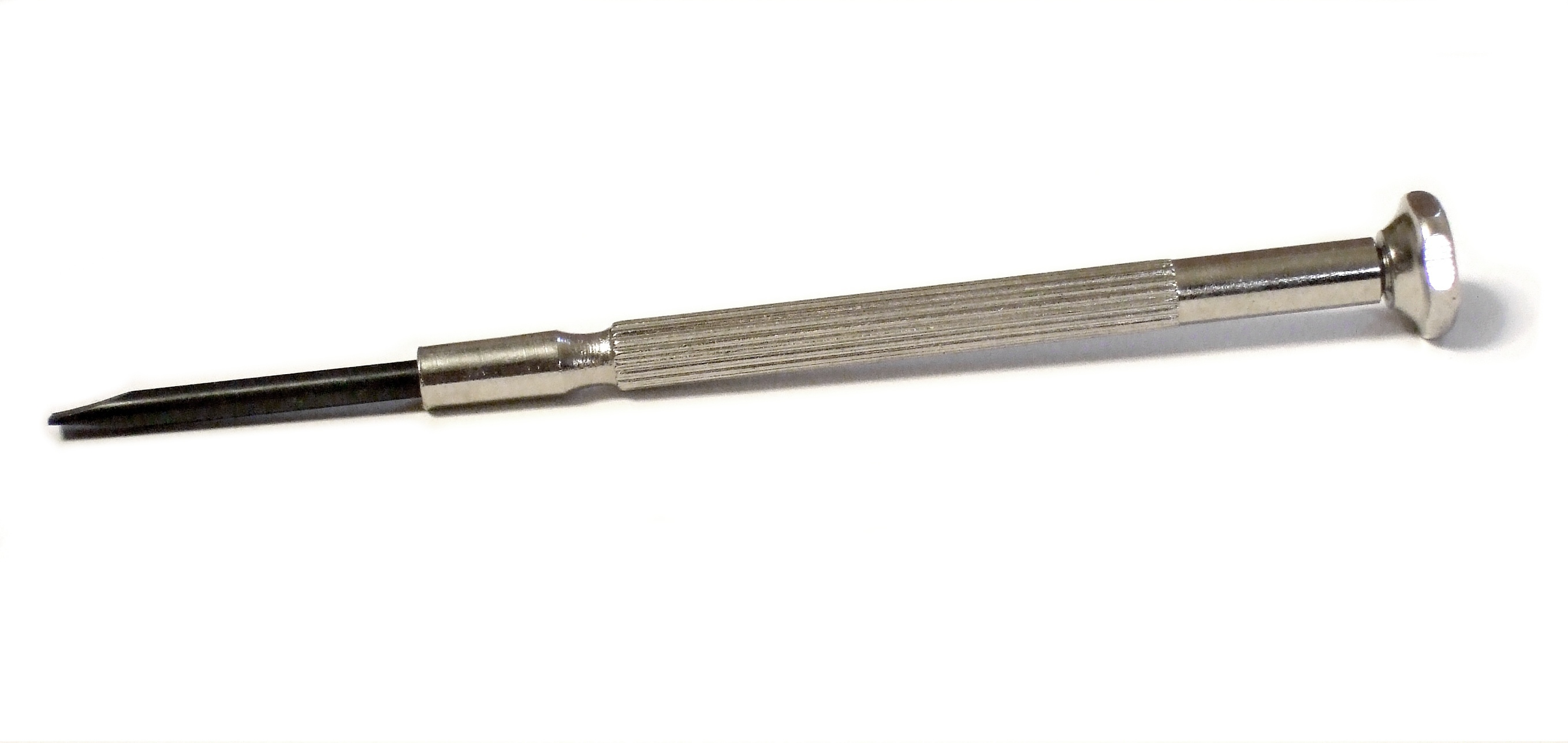
平目ローレットが施された精密ドライバー

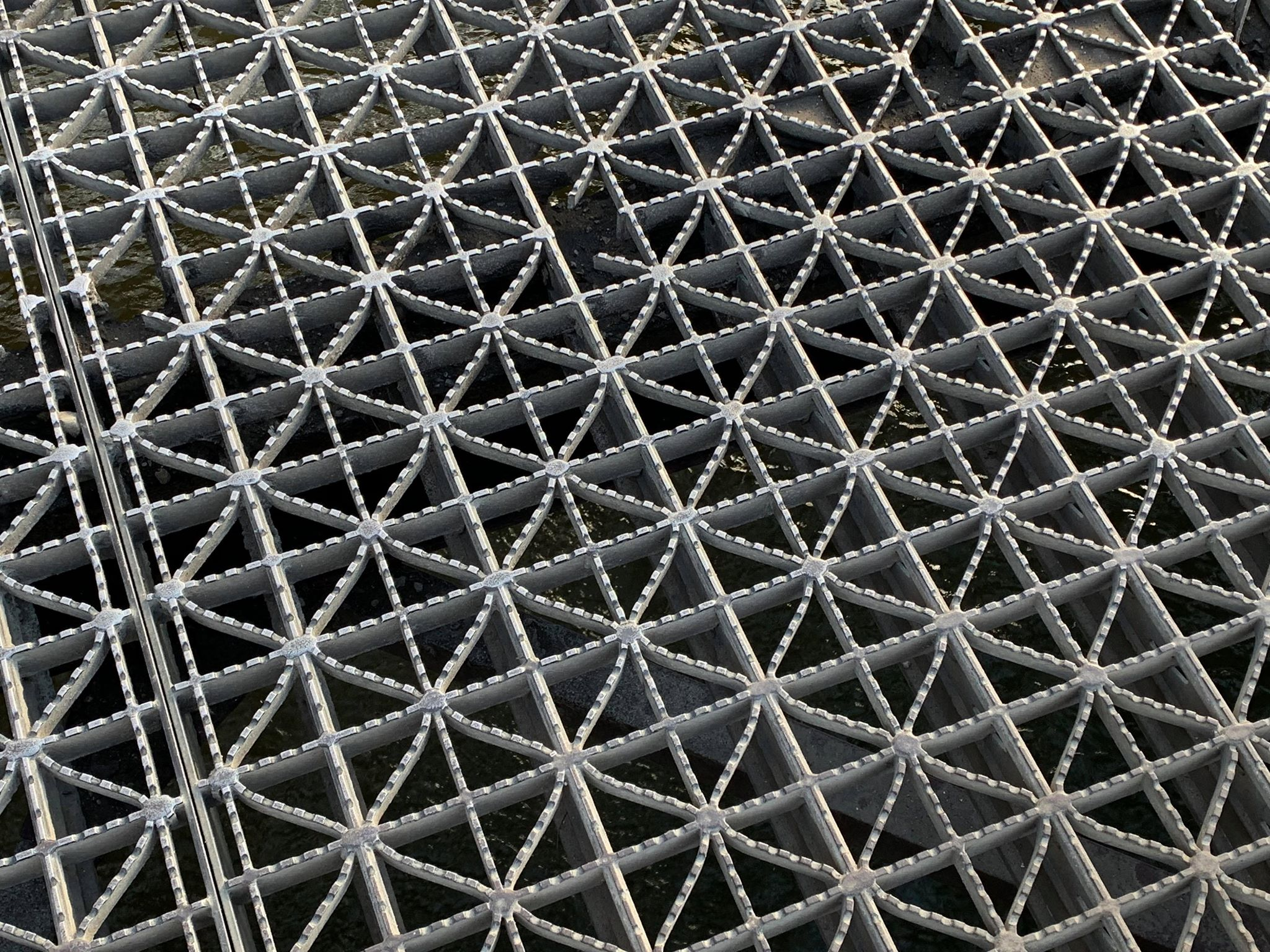
滑り止めの加工が成されたグレーチング

滑り止め（すべりどめ、英: anti-slip、non-slip、anti-skid）とは、滑りを止めるためのもの。滑りを止める行為を指すこともある。
工業、運送、交通、スポーツなど様々な分野で用いられている。以下のようなものがある。

## 材料・器具・機構
滑り止め物質（防滑用材とも）
接触面に塗布するなどして、その摩擦係数を大きくさせることによって、滑ることを抑える物質には次のようなものがある。
- 炭酸マグネシウム
- ロジン
- 砂
- チョーク

滑り止め器具・道具
- アンチスリップ・シューズ（ノンスリップ・シューズ）
  - デッキシューズ（英語版）
  - スパイクシューズ
- 駒下駄
- 滑り止め手袋 - 布製で滑りやすい軍手には、軟質ビニール製のイボを多数着けたものがある
- en:Anti-slip grating
- クライミングスキン

雪や氷に対する滑り止め
- アイゼン
- タイヤチェーン
- スノータイヤ
- スノーソックス
- スタッドレスタイヤ
- スパイクタイヤ（舗装を傷め、大気汚染の元凶、喘息の原因ともなるので、一部の国を除き規制・禁止された。）
- 焼砂や砕石など（雪道や氷結道路に撒く「滑り止め」[1]）

滑り止めメカニズム
- アンチスリップ・レギュレーション
- リミテッド・スリップ・ディファレンシャル（Limited-slip differential。LSD）
- アンチロック・ブレーキ・システム

## 生物
生物においては、肢の先の汗、肉球あたりの汗腺、肉球の襞（ひだ）（クマネズミなど）、指紋、産婆蛙の前足親指の瘤などは一種の滑り止めである。
蹄鉄はウマの蹄の保護のために人間が意図的につけるもので、舗装路ではかえって滑る。滑り止めとしてカルキンスと呼ばれる一種の「出っ張り」をつけることもあった。現在でも滑り止めつきの蹄鉄をつけることもある。

## 比喩、派生
- すべり止め装置装着規制 - 交通規制の一種で、その道を通行する際、タイヤチェーンや冬タイヤ（スタッドレスタイヤ）の装着が必要であることを意味する規制[2]。地域によって「滑り止め規制」「スベリ止必要」「冬用タイヤ規制」「チェーン規制」等と呼称・表示される[2]。
- 入学試験などで目的の学校が不合格であったときに浪人してしまうことを避けるために、他の学校なども受験（併願受験）すること、あるいはその受験する対象のことを「滑り止め」と言うことがある。